# Kisuca
Kisuca (słow. Kysuca, węg. Kiszuca, niem. Kischütz) – rzeka w zachodniej Słowacji, w dorzeczu Dunaju. Prawobrzeżny dopływ Wagu.
Długość rzeki wynosi 66,3 km, powierzchnia zlewni - 1038 km², z czego 988 km² na Słowacji, zaś reszta w Czechach (dopływy Milošovského potoka i Czernianki) oraz w Polsce (Czadeczka z Krężelką).
Rzeka ma reżim deszczowo-śnieżny. Charakteryzuje się znaczną rozpiętością stanów wód i przepływów. Średni roczny przepływ u ujścia wynosi 17,7 m³/s, minimalny 0,9 m³/s, zaś maksymalny - 880 m³/s. Średnia roczna temperatura wody wynosi 8,5 °C. Koryto, poza odcinkami w miastach, nie jest uregulowane. Występują w nim liczne bystrza, żwirowe łachy i kamieńce.
Kisuca ma źródła na wysokości około 940 m n.p.m. na północnych stokach szczytu Hričovec w paśmie Jaworników, blisko granicy słowacko-czeskiej. Płynie na północny wschód i w okolicy miasta Czadca, przez które przepływa, zatacza łuk na południe. Następnie przepływa przez Kysucké Nové Mesto i Żylinę, gdzie uchodzi do Wagu na wysokości 330 m n.p.m. Wewnątrz łuku zataczanego przez rzekę leży pasmo Jaworników, zaś na zewnątrz Beskid Morawsko-Śląski, a następnie Kysucké Beskydy i Góry Kisuckie. Największym dopływem Kisucy jest Bystrica, która uchodzi do niej w miejscowości Krásno nad Kysucou.
Kisuca jest główną rzeką regionu Kysuce. W przeszłości był wykorzystywana do spławu drewna. Tradycyjnym miejscem zbijania pni w tratwy i rozpoczynania flisu była Czadca. Spław prowadzono wiosną i latem, podczas odpowiednio wysokiego stanu wód.
Kisuca ma stosunkowo czyste wody, zwłaszcza w swym górnym biegu. W jej dorzeczu występuje blisko 20 gatunków ryb, w tym m.in. pstrąg potokowy, brzana pospolita, brzanka, jelec pospolity i kleń.

## Zobacz też

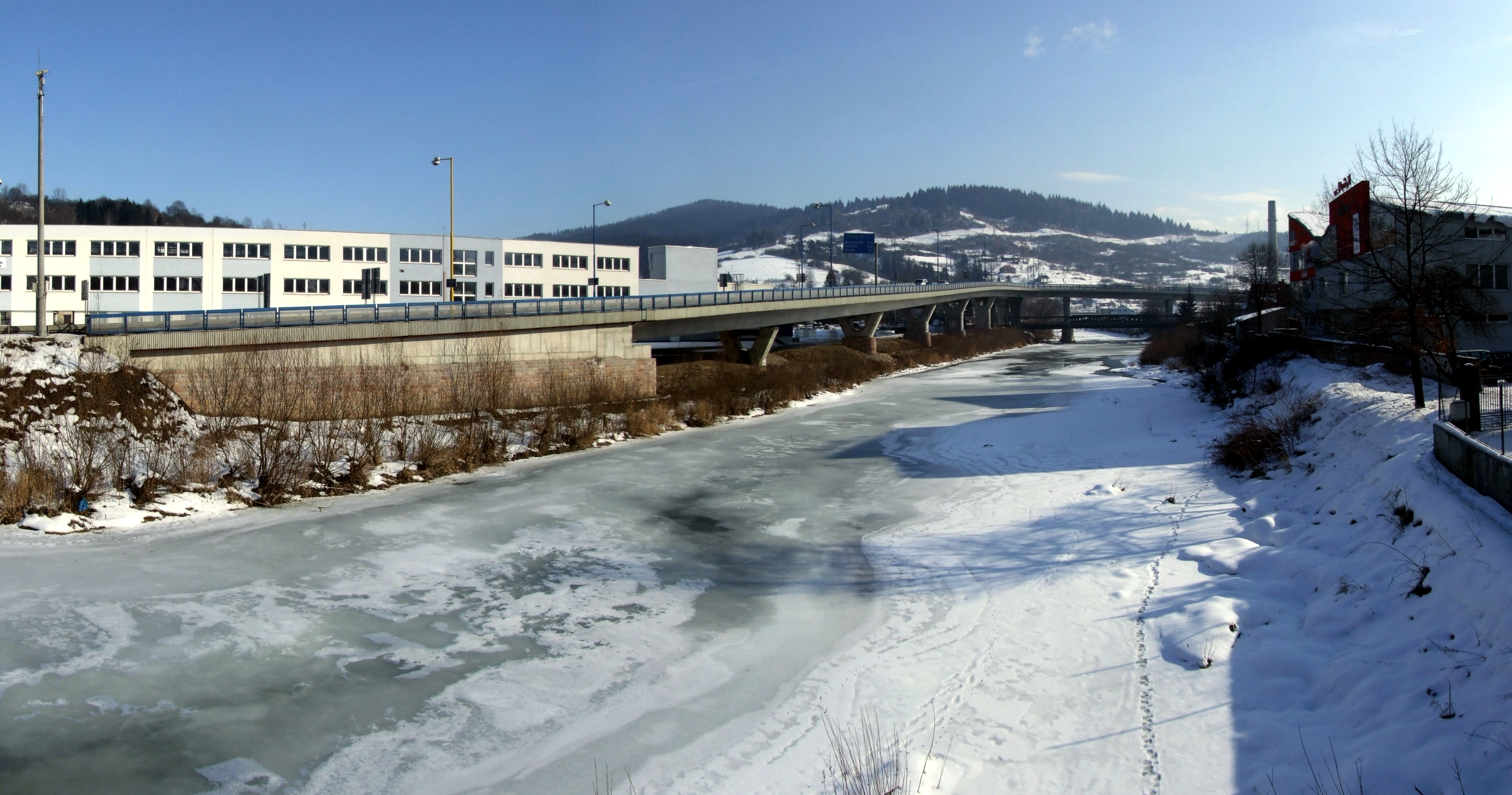
Kisuca zimą w Czadcy